# Juan Pablo Ludueña
Juan Pablo Ludueña (Villa Santa Rosa, Provincia de Córdoba, Argentina; 11 de febrero de 2003) es un futbolista argentino. Juega como marcador central y su actual equipo es Unión de Santa Fe de la Liga Profesional.

## Trayectoria

### Inicios
Juan Pablo Ludueña dio sus primeros pasos en el fútbol ya desde los 4 años en Atlético Santa Rosa. Cuando tenía 15 el club Unión hizo una prueba de jugadores en su localidad y quedó entre los seleccionados, pero como las siguientes pruebas eran en Santa Fe y no pudo ir, permaneció en la institución canaria.

### Unión de Santa Fe
Sin embargo, gracias a un allegado que tenía contacto con el coordinador de inferiores, consiguió probarse nuevamente en Unión y esta vez no dejó pasar la oportunidad. Fue así que en 2019 se sumó a las inferiores rojiblancas, donde comenzó jugando en sexta división. Ya para 2022 se hizo de un lugar estable en el equipo de Reserva y en base a buenos partidos tuvo la chance de integrar por primera vez el banco de suplentes en Primera División.
En 2023 el entrenador Gustavo Munúa lo llevó a la pretemporada con el plantel profesional y lo hizo debutar oficialmente con la camiseta tatengue el 3 de marzo, en la victoria 2-0 como local sobre Estudiantes de La Plata: ese día ingresó a los 32 del ST en reemplazo de Luciano Aued. Al poco tiempo firmó su primer contrato.

## Clubes
- Actualizado al 10 de agosto de 2025

| Club                | Div.                | Temporada           | Liga | Liga | Copa Nacional | Copa Nacional | Copa Internacional | Copa Internacional | Total | Total |
| Club                | Div.                | Temporada           | PJ   | G    | PJ            | G             | PJ                 | G                  | PJ    | G     |
| ------------------- | ------------------- | ------------------- | ---- | ---- | ------------- | ------------- | ------------------ | ------------------ | ----- | ----- |
| Unión Argentina     | 1.ª                 | 2022                | 0    | 0    | -             | -             | -                  | -                  | 0     | 0     |
| Unión Argentina     | 1.ª                 | 2023                | 6    | 0    | 0             | 0             | -                  | -                  | 6     | 0     |
| Unión Argentina     | 1.ª                 | 2024                | 4    | 0    | 0             | 0             | -                  | -                  | 4     | 0     |
| Unión Argentina     | 1.ª                 | 2025                | 7    | 0    | 1             | 0             | 0                  | 0                  | 8     | 0     |
| Unión Argentina     | Total               | Total               | 17   | 0    | 1             | 0             | 0                  | 0                  | 18    | 0     |
| Total en su carrera | Total en su carrera | Total en su carrera | 17   | 0    | 1             | 0             | 0                  | 0                  | 18    | 0     |